# Raport U Thanta
Raport U Thanta – raport przedstawiony na sesji Zgromadzenia Ogólnego w dniu 26 maja 1969 przez Sekretarza generalnego Organizacji Narodów Zjednoczonych U Thanta, zatytułowany Problemy ludzkiego środowiska (ang. The problems of human environment) wyrażony w rezolucji nr 2398.

## Charakterystyka raportu
Dokument ten po raz pierwszy w historii prezentował opinii publicznej dane wskazujące na zniszczenie środowiska naturalnego i jego niekorzystne konsekwencje, wzywał wszystkie kraje do racjonalnego korzystania z zasobów Ziemi i do wysiłków na rzecz ochrony ekosystemu. 
Zawierał on wykaz zagrożeń istotnych dla całej ludzkości i wzywał do współpracy w rozwiązywaniu ich przez całą społeczność międzynarodową. W ten sposób po raz pierwszy na forum międzynarodowym pojawiła się kwestia globalnych problemów ochrony przyrody i środowiska naturalnego.
Raport udokumentowany danymi statystycznymi stwierdzał, że po raz pierwszy w historii ludzkości pojawił się ogólnoświatowy kryzys wywołany zniszczeniem środowiska naturalnego. U Thant zaapelował o podjęcie planowej międzynarodowej akcji ratowania środowiska naturalnego. 
Raport wzywał do traktowania problemów ochrony środowiska w sposób globalny i ostrzegał, że ludzkość z dotychczasowym sposobem gospodarowania zmierza do katastrofy i tylko połączony wysiłek wszystkich krajów może jej zapobiec.
Raport ten wstrząsnął światową opinią publiczną i spowodował przekształcenie się słabego ruchu ochrony przyrody w prężny ruch ekologiczny.
Najważniejsze zagadnienia poruszane w tym raporcie: 
- brak powiązania wysoko rozwiniętej techniki i technologii z wymogami środowiska
- wyniszczenie ziem uprawnych
- bezplanowy rozwój stref miejskich
- zmniejszanie się powierzchni wolnych, otwartych terenów
- znikanie wielu form życia zwierzęcego i roślinnego
- zatruwanie i zanieczyszczanie środowiska
- konieczności ochrony takich elementów środowiska jak gleba, woda i powietrze.

Raport ten uświadomił globalne zagrożenie i stał się impulsem do rozpoczęcia w większości krajów cywilizowanego świata działań chroniących środowisko. W Polsce w rok później powołano Polski Komitet Ochrony Środowiska Człowieka przy wicepremierze, przekształcony później w Komisję Ochrony Środowiska Rady Państwa, a następnie w Państwową Radę Ochrony Środowiska. 
Sekretarz Generalny ONZ U Thant ostrzegał: 

Nie chciałbym, aby moje słowa zabrzmiały zbyt dramatycznie, ale na podstawie danych, do których mam dostęp jako sekretarz generalny, mogę wysunąć jeden tylko wniosek, a mianowicie, że członkom Narodów Zjednoczonych pozostało może 10 lat na uregulowanie zastarzałych waśni i podjęcie wspólnej ogólnoświatowej inicjatywy w celu zahamowania wyścigu zbrojeń, poprawy warunków środowiskowych człowieka, zlikwidowania groźby eksplozji demograficznej oraz nadania należytego rozmachu wysiłkom w dziedzinie rozwoju. Jeżeli w tym czasie nie zorganizuje się współdziałania na skalę światową, to obawiam się, że wspomniane przeze mnie problemy osiągną tak zatrważające rozmiary, że ich opanowanie nie będzie już w naszej mocy.